# Piacatu (ort)
Piacatu är en ort i Brasilien.   Den ligger i kommunen Piacatu och delstaten São Paulo, i den södra delen av landet, 700 km söder om huvudstaden Brasília. Piacatu ligger 423 meter över havet och antalet invånare är 5 287.
Terrängen runt Piacatu är huvudsakligen platt. Piacatu ligger uppe på en höjd. Närmaste större samhälle är Rinópolis, 19,5 km sydväst om Piacatu. 
Trakten runt Piacatu består i huvudsak av gräsmarker. Runt Piacatu är det ganska glesbefolkat, med 27 invånare per kvadratkilometer.